# دامیر دسنیتسا
دامیر دسنیتسا (کرواتی: Damir Desnica؛ زادهٔ ۲۰ دسامبر ۱۹۵۶) بازیکن فوتبال اهل یوگسلاوی بود.
از باشگاه‌هایی که در آن بازی کرده‌است می‌توان به باشگاه فوتبال کورتریک و باشگاه فوتبال رییکا اشاره کرد.
وی همچنین در تیم ملی فوتبال یوگسلاوی بازی کرده‌است.
وی در مسابقات کشوری و بین‌المللی در مجموع برندهٔ ۱ مدال طلا شده‌است.